# Mathilde Reimers
Mathilde Reimers is een personage uit de Vlaamse soap Thuis. Mathilde, gespeeld door Kristine Arras, maakte van 2003 tot 2005 en van 2006 tot 2007 deel uit van de serie.

## Fictieve biografie
Mathilde is de moeder van Maarten en Jan, de ex-man van Eva Verbist. Jan was Mathildes oogappel en niets was goed genoeg voor hem. Mathilde was er dan ook zeer hard tegen dat Jan in 2003 met Eva trouwde, omdat zij maar 'een simpele kapster' was. Toen Jan tijdens een hevig gevecht met Werner Van Sevenant overleed, stortte Mathildes wereld in. Zij vond troost in haar kleinzoon, Nand.
Sinds het overlijden van Jan raakte zij erg gehecht aan hem. Mathilde was een bazige vrouw die altijd haar zin wilde krijgen en er dan ook alles aan deed om te krijgen wat ze wilde. Toen Eva met Nand naar Zuid-Afrika vertrokken was en Mathilde dit van Waldek en Rosa vernam, werd ze razend. Er ontstond een hevige ruzie tussen de drie. Daarna keerde Mathilde naar de Fit & Fun, waar ze Werner van van alles begon te beschuldigen en hem daarna ook probeerde met een schaar van het leven te beroven. Maar Werner kon de schaar net op tijd uit de handen van Mathilde nemen om zijn eigen leven te redden en Mathilde rende daarna razend de Fit & Fun uit.
Hoewel ze dikwijls haar slechte kant toonde, had ze ook een goede kant: toen Nandje leukemie kreeg, heeft ze een benefietvoorstelling georganiseerd om de ziekenhuiskosten van Eva te betalen. Ze heeft zich later als een zorgzame oma gedragen voor haar kleinzoon. Na de operatie van Nandje aan zijn leukemie besloot Eva terug te keren naar Zuid-Afrika en daarom heeft Mathilde haar vergiftigd, zodat ze genoodzaakt werd om langer in België te blijven.
Ook heeft zij haar man Robert vermoord, omdat hij haar niet steunde in haar plannen, en ook omdat hij haar betrapt had toen zij Eva zoveel keren vergiftigde toen zij naar Zuid-Afrika wilde vertrekken. Mathilde had naast Jan nog een andere zoon, Maarten. Maarten was voor Mathilde een slechte zoon. Hij was niet zoals Jan en met die gedachte heeft Maarten heel zijn leven rondgelopen. Door dit alles in combinatie met dat Maarten de waarheid was te weten gekomen over de moord op Robert, en de vergiftigingen van Eva, heeft Maarten zijn moeder vergiftigd en vermoord.
Om te vermijden dat Eva dit zou te weten komen, maakte Maarten in de Fit & Fun Eva daarom wijs dat Mathilde ziek geworden was om daarvoor niet direct terug naar huis te komen. En een paar dagen later verdoofde Maarten ook Nandje en toen Eva terug naar huis kwam, had hij aan Eva bekend dat Mathilde Robert vermoord had en dat ze haar zoveel keren probeerde te vergiftigen toen zij naar Zuid-Afrika wilde vertrekken. 
Wanneer Eva de kamer van Mathilde binnenkwam, ontdekte ze dat Maarten haar vermoord heeft en daarom probeerde zij het huis uit te vluchten met Nandje. Dit mislukte doordat Maarten een overdosis pillen in haar mond duwde, waardoor zij flauwviel. Hij bond haar vervolgens vast in de zetel en hij stak het huis in brand om Eva en Nandje te vermoorden. 
Gelukkig kwam Werner nog net op tijd het brandende huis binnen en hij redde Eva en Nandje eruit. Maarten stierf in de brand, omdat hij een brandende balk van het plafond op zijn hoofd gekregen had. Daarna werden Maarten en Mathilde allebei opgehaald door de begrafenisondernemers en begraven. In december 2007 verhuisden Eva, Werner, Julie en Nandje naar Zuid-Afrika, waar Eva familie had, om een nieuwe leven te kunnen beginnen.

## Trivia
- Reimers is haar trouwnaam. Haar geboortenaam is onbekend.